# Honungsgurami
Honungsgurami (Trichogaster chuna) är en småväxt fiskart i familjen guramier (Osphronemidae) som finns naturligt i Indien och Bangladesh. IUCN kategoriserar arten globalt som livskraftig. Honungsgurami är också vanligt förekommande som akvariefisk, i akvariehobbyn även känd under namnet Colisa chuna.